# 三小叶当归
三小叶当归（学名：Angelica ternata）为伞形科当归属的植物。分布在天山和帕米尔以及中国大陆的新疆等地，生长于海拔2,800米的地区，多生长在高山、灌丛、阴湿岩缝或山溪附近，目前尚未由人工引种栽培。